# Tlachichila
Tlachichila es un pueblo mexicano ubicado en Zacatecas, parte del municipio de Nochistlán de Mejía. Según el censo de 2020, tiene una población aproximada de 1.300 habitantes. El nombre proviene del náhuatl "tlalli", que significa "tierra" y "chichiltic" que significa "rojo" por la tierra roja que se encuentra en la región.La Carretera Federal Mexicana 131 cruza por el centro de Tlachichila.

## Historia
Tlachichila fue fundada como hacienda en 1711 en el centro de varias comunidades agrícolas dentro del municipio de Nochistlán de Mejía. La construcción de una iglesia católica se inició en el centro del pueblo en 1875 bajo la dirección del Arzobispo de Guadalajara, Pedro José de Jesús Loza y Pardavé. La construcción se finalizó en 1901, aunque la parroquia no se estableció formalmente hasta el 25 de enero de 1922, con Agustín de Hipona como su santo patrón.
A lo largo del siglo XX, la hacienda original fue parcelada y vendida a agricultores y dueños de negocios locales. La división de terrenos resultó en la estructuración y posterior urbanización de Tlachichila, permitiéndole funcionar como pueblo central para las demás comunidades agrícolas de la región.